# Engistoneura obscura
Engistoneura obscura är en tvåvingeart som beskrevs av Friedrich Georg Hendel 1914. Engistoneura obscura ingår i släktet Engistoneura och familjen bredmunsflugor. Inga underarter finns listade i Catalogue of Life.